# 休·克利福德

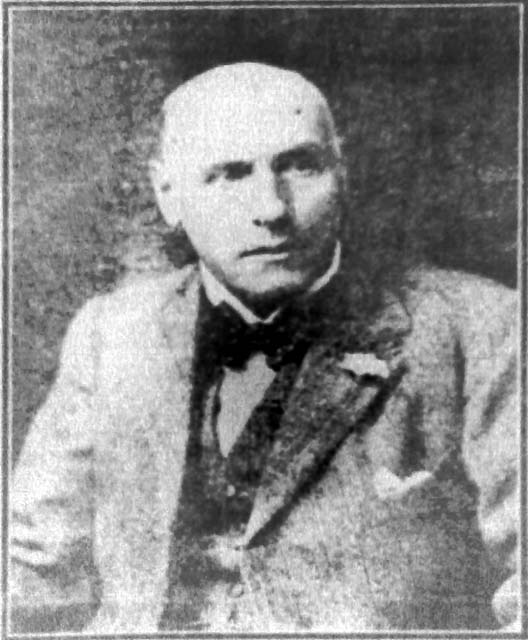
克利福爵士

克利福爵士，GCMG，GBE（Sir Hugh Charles Clifford，1866年3月5日—1941年12月18日），英國殖民地官員、總督，曾派駐馬來亞20多年，寫了多遍關於馬來亞的小說和散文。
克利福生於倫敦羅漢普頓。父親是亨利·休·克利福少將。祖父是休·克利福，第七代查德利的克利福男爵。1883年，17歲的克利福來到馬來亞，成為霹靂州官學生，後任彭亨參政司、北婆羅洲總督等職。1903年，離開馬來亞，出任特立尼達輔政司(1903–1907) ，以後歷任錫蘭輔政司(1907–1912)、黃金海岸總督（1912-1919）、尼日利亞總督（1919-1925）、錫蘭總督（1925-1927）、海峽殖民地總督兼英國駐馬來亞高級專員（1927-1929）。